# Owen Morris
Pour les articles homonymes, voir Morris.
Owen Morris, né le 13 mai 1968 à Caernarfon (Pays de Galles), est un producteur de musique qui a travaillé avec des groupes de rock tels que Oasis et The Verve dans leur période Britpop.

## Biographie
Il a commencé à travailler dans l'industrie musicale comme ingénieur du son au Studio Spaceward à Cambridge, lorsqu'il avait 16 ans. Il a poursuivi en tant qu'ingénieur jusqu'en 1994 où il a commencé à produire pour Oasis à la fin des sessions de leur premier album Definitely Maybe. Il continua alors à travailler avec Oasis pour leurs deux albums suivants, (What's the Story) Morning Glory? (1995) et Be Here Now (1997), rentrant dans l'intimité du groupe et se liant d'amitié avec le compositeur et guitariste Noel Gallagher. Morris apparaît sur la fameuse couverture de (What's the Story) Morning Glory?, croisant le directeur artistique du groupe, Brian Cannon, dans une rue.
Ses travaux avec Oasis étant appréciés, il est appelé par d'autres groupes par la suite : il a ainsi également produit l'album de The Verve nommé A Northern Soul (1995), l'album 1977 de Ash (1996) et le premier album au Royaume-Uni de la rock-star thaïlandaise Loso. En 2000, il a enregistré et produit l'album Free All Angels de Ash. En 2005, Il a produit en octobre 2005 le premier album de The Paddingtons nommé First Comes First, sur Poptones Records. Au début de l'été 2006, il produit Hats Off to the Buskers, le premier album du groupe de rock indé The Wiew, qui est sorti le 22 janvier 2007 sur le label 1965 records (filiale de Columbia Records), et atteint le top 1 aux UK Albums Chart. Face à ce succès, le groupe l'a réengagé pour la production de leur second album, Which Bitch?, en 2009, qui lui a atteint la quatrième place.
Il a développé une technique d'ingénierie son appelée « Brick Walling » sur Definitely Maybe, en amplifiant le spectre sonore des pistes selon des normes très précises. Cependant, NME décrit le son en résultant comme « un son mi-étouffé mi-fondu dans un désagréable mélange ».